# Automolis
Automolis är ett släkte av fjärilar. Automolis ingår i familjen björnspinnare.

## Bildgalleri

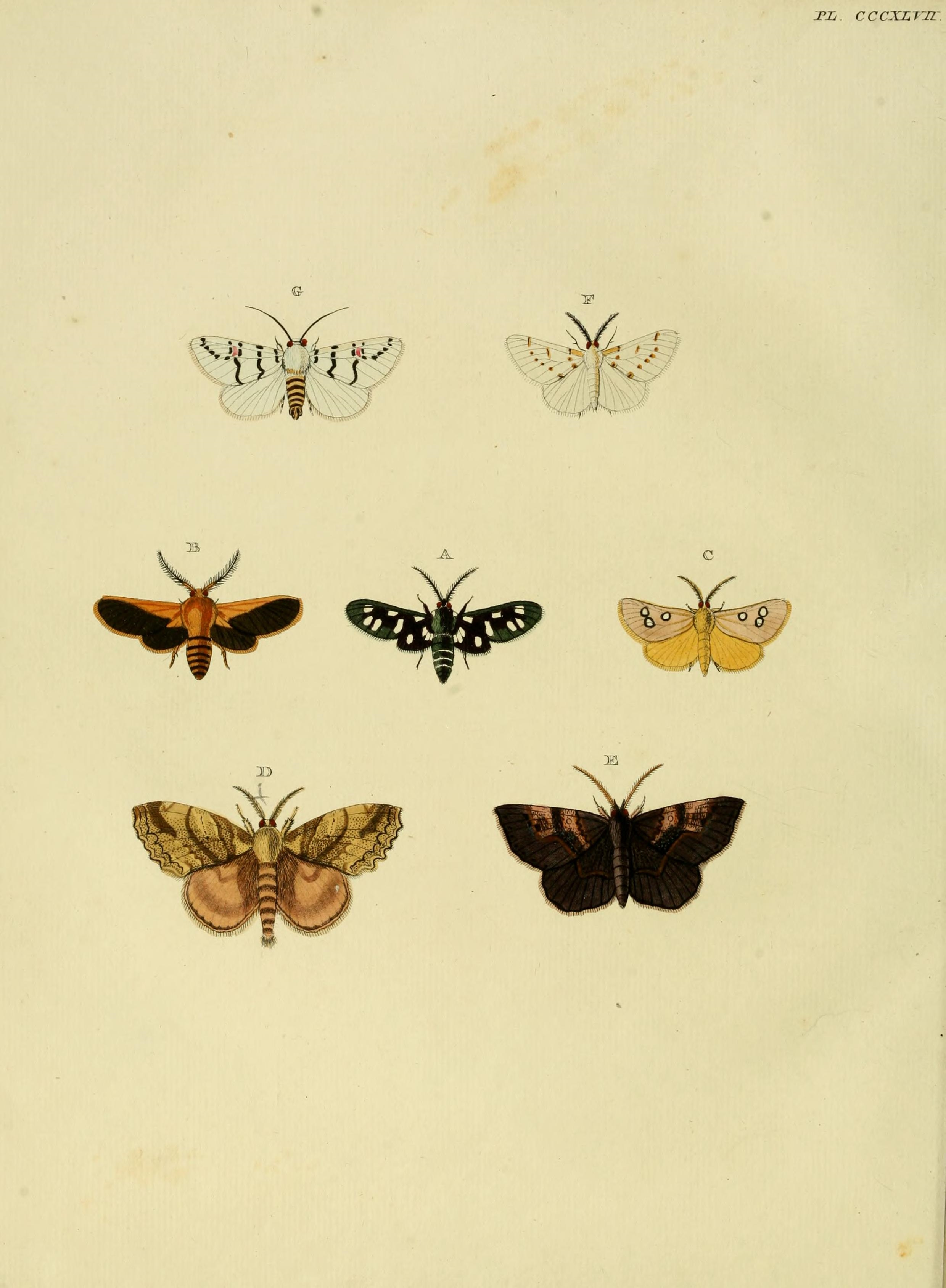
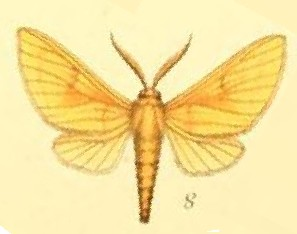

## Dottertaxa tillAutomolis, i alfabetisk ordning[1]
- Automolis abyssinibia
- Automolis aegrota
- Automolis alticola
- Automolis angolensis
- Automolis atrivenata
- Automolis aurantiifusa
- Automolis benitensis
- Automolis bicolora
- Automolis bipartita
- Automolis bipuncta
- Automolis brunneipennis
- Automolis burgessi
- Automolis burra
- Automolis burungae
- Automolis cameruna
- Automolis capricornis
- Automolis carmel
- Automolis chapini
- Automolis chryseis
- Automolis cinctella
- Automolis cinereoguttata
- Automolis cinnamomea
- Automolis confederationis
- Automolis congonis
- Automolis conradti
- Automolis contrasta
- Automolis costalis
- Automolis crassa
- Automolis crocina
- Automolis denisae
- Automolis deriemaeckeri
- Automolis didyma
- Automolis diffusa
- Automolis diversa
- Automolis dracuncula
- Automolis epimela
- Automolis erlangeri
- Automolis erubescens
- Automolis fario
- Automolis ferrigera
- Automolis flaviceps
- Automolis flaviciliata
- Automolis flavicincta
- Automolis flavivena
- Automolis fletcheri
- Automolis flora
- Automolis forsteri
- Automolis fuliginosa
- Automolis fulvia
- Automolis fulvociliata
- Automolis fusca
- Automolis fuscorufescens
- Automolis galla
- Automolis haematica
- Automolis haematoessa
- Automolis haematosphages
- Automolis haemotricha
- Automolis hampsoni
- Automolis hebenoides
- Automolis hecqi
- Automolis hector
- Automolis heinrichi
- Automolis helga
- Automolis heringi
- Automolis hewitti
- Automolis hutstaertiana
- Automolis hypomela
- Automolis impura
- Automolis incensa
- Automolis inconspicua
- Automolis infausta
- Automolis insignis
- Automolis invaria
- Automolis jacksoni
- Automolis jansei
- Automolis johanna
- Automolis jordani
- Automolis jubdoensis
- Automolis kamitugensis
- Automolis katriona
- Automolis kelleni
- Automolis kenyae
- Automolis kumasina
- Automolis lateritia
- Automolis lateritiola
- Automolis latipennis
- Automolis lindemannae
- Automolis longipalpus
- Automolis lugubris
- Automolis lutea
- Automolis maculifera
- Automolis major
- Automolis margaretha
- Automolis maria
- Automolis melinos
- Automolis metaleuca
- Automolis meteus
- Automolis moira
- Automolis morag
- Automolis morosa
- Automolis neaera
- Automolis nigriceps
- Automolis nigricornis
- Automolis nigritarsis
- Automolis noctis
- Automolis obscura
- Automolis ochreogaster
- Automolis olbrechtsi
- Automolis opobensis
- Automolis pallens
- Automolis pallida
- Automolis pallidicosta
- Automolis pallidipes
- Automolis pamela
- Automolis paniscus
- Automolis pareclecta
- Automolis paremphares
- Automolis paulis
- Automolis pavlitzkae
- Automolis phaeoptera
- Automolis pinheyi
- Automolis postfuscescens
- Automolis postrosea
- Automolis priscilla
- Automolis pulverea
- Automolis pumila
- Automolis pusillima
- Automolis quadrisignatula
- Automolis quinta
- Automolis rhodites
- Automolis robusta
- Automolis rosacea
- Automolis rosea
- Automolis rothschildi
- Automolis ruandae
- Automolis rubicundula
- Automolis rubra
- Automolis rubribasa
- Automolis rubricosta
- Automolis rubrilineata
- Automolis rubripuncta
- Automolis rubrovitta
- Automolis rufescens
- Automolis salmonea
- Automolis sarcosoma
- Automolis schoutedeni
- Automolis septentrionalis
- Automolis seydeliana
- Automolis sheljuzkoi
- Automolis silacea
- Automolis similis
- Automolis subincarnata
- Automolis subnigra
- Automolis subpallens
- Automolis subpumila
- Automolis subrosea
- Automolis subulva
- Automolis sudanica
- Automolis syntomia
- Automolis taymansi
- Automolis tenebrosa
- Automolis tenera
- Automolis titan
- Automolis transvaalica
- Automolis tricolor
- Automolis tricolorana
- Automolis umbretta
- Automolis unicolor
- Automolis uniformis
- Automolis upembae
- Automolis usta
- Automolis waelbroecki
- Automolis venosa
- Automolis venustissima
- Automolis virgata
- Automolis wittei
- Automolis xanthippa
- Automolis zegina